# 126-та мотострілецька дивізія (СРСР, II формування)
126-та мотострілецька Горлівська двічі Червонопрапорна ордена Суворова дивізія (126 МСД, в/ч 19756) — військове з'єднання у складі Військово-морського флоту СРСР (Радянської армії до 1989), яке існувало у 1957—1996 роках. Дислокувалося у м. Сімферополь.
Після розпаду СРСР дивізія була розформована 1996 року під час розподілу Чорноморського флоту.

## Історія
1 грудня 1989 року передана Чорноморському флоту як 126-та мотострілецька дивізія берегових військ.
Після розпаду СРСР дивізія залишалася у складі Чорноморському флоту, і була розформована 1996 року під час його розподілу між Україною і Росією.

## Структура
- 816-й артилерійський полк